# Гуальятири
Гуальяти́ри (исп. Guallatiri) — действующий вулкан на севере Чили в области Арика-и-Паринакота. Высота — 6071 м.
Вершина содержит купол лавы. Большие потоки лавы расположены на более низких северных и западных склонах.
На вулкане присутствует энергичная фумаролическая деятельность.

## См.также
- Список вулканов Чили
- География области Арика-и-Паринакота